# Cervinia tenuiseta
Cervinia tenuiseta är en kräftdjursart som beskrevs av Brodskaya 1963. Cervinia tenuiseta ingår i släktet Cervinia och familjen Cerviniidae. Inga underarter finns listade i Catalogue of Life.